# Ortsteilrat
Als Ortsteilrat wird in Thüringen gemäß § 45 der Thüringer Kommunalordnung das Gremium der gewählten Vertreter eines Ortsteils einer Kommune bezeichnet, für welche eine Ortsteilverfassung besteht. Die Einführung von Ortsteilverfassungen für einzelne Ortsteile wird über die Hauptsatzungen der jeweiligen erfüllenden Gemeinde geregelt.
Der Ortsteilrat berät und entscheidet nach Maßgabe der ThürKO über Belange des Ortsteils; er hat das Recht, beratend an allen die Belange des Ortsteils betreffenden Sitzungen des Gemeinderats und der Ausschüsse teilzunehmen und entsprechende Anträge zu stellen.
Vorsitzender des Ortsteilrates ist der Ortsteilbürgermeister. Die Amtsperioden der Ortsteilräte laufen i. d. R. parallel zu denen der erfüllenden Kommune. 
Die vergleichbare Amtsbezeichnung in anderen Bundesländern lautet u. a. Ortsbeirat oder Ortschaftsrat. Bis zur Novellierung der Thüringer Kommunalordnung 2008 lautete auch in Thüringen die entsprechende Bezeichnung Ortschaftsrat.